# پیر کرخوفس
پیر کرخوفس (هلندی: Pierre Kerkhoffs؛ زادهٔ ۲۶ مارس ۱۹۳۶) بازیکن فوتبال اهل هلند است.

## باشگاهی
از باشگاه‌هایی که در آن بازی کرده‌است می‌توان به باشگاه فوتبال پی‌اس‌وی آیندهوون، باشگاه فوتبال لوزان-اسپورت، و باشگاه فوتبال توئنته اشاره کرد.

## تیم ملی
وی همچنین در تیم ملی فوتبال هلند بازی کرده‌است.